# Język symulacyjny
Język symulacyjny (ang. simulation language) – język programowania przeznaczony do pisania programów z zakresu badań symulacyjnych, np. Simula, CSL, SIMON.